# Martín Castrogiovanni
Pour les articles homonymes, voir Castrogiovanni.

a Compétitions nationales et continentales officielles uniquement.

b Matchs officiels uniquement.
Dernière mise à jour le 26 février 2017.
Martín Leandro Castrogiovanni, né le 21 octobre 1981 à Paraná (Argentine), est un ex joueur international italien de rugby à XV. Il est animateur de télévision pour diverses émissions du groupe Mediaset.

## Biographie
Martín Castrogiovanni joue avec le club italien du Rugby Calvisano. Durant ces années jouées en faveur de ce club, il obtient sa première sélection avec l'équipe d'Italie, en juin 2002 à Hamilton face à la Nouvelle-Zélande. En 2006, il signe en faveur du club anglais de Leicester Tigers, club avec lequel il joue jusqu'en 2013, remportant quatre titres de champion d'Angleterre, en 2007, 2009, 2010, 2013 et deux coupes d'Angleterre en 2007 et 2012. Il déclare a posteriori que c'est la meilleure période de sa carrière sportive. 
Il rejoint alors la France, pour évoluer avec le RC Toulon. Lors du début de saison 2013-2014, il écope d'un carton rouge pour un échange de coups de poing avec le joueur du Racing Karim Ghezal. Il est condamné à deux semaines de suspension, peine qu'il avait déjà purgé lors de sa suspension provisoire. Avec le club toulonnais, il remporte le championnat de France 2014, année où il remporte également la coupe d'Europe, participant à huit rencontres dans cette compétition dont la finale victorieuse face aux Saracens.
En 2015, il rejoint un autre club français, le Racing 92. Non retenu pour la demi-finale de coupe d'Europe 2015-2016 que le Racing dispute face aux Leicester Tigers, il accompagne, sans avertir son club, certains footballeurs du Paris Saint-Germain, partis fêter leur victoire en coupe de la Ligue à Las Vegas. Démasqué par une photo, il est mis à pied par son club  en vue d'être licencié.
En décembre 2016, il raccroche officiellement les crampons après avoir disputé un dernier tournoi de rugby à 7 pour les plus de 100 kg à Paraná (Argentine), dans sa ville de naissance.
En 2022, il révèle qu'il n'était pas sélectionnable pour l'équipe d'Italie.
Il a une certaine notoriété en Italie où il s'illustre dans diverses émissions de télé-réalité.

## Carrière

### En équipe nationale
Il a honoré sa première cape internationale en équipe d'Italie le 8 juin 2002 à Hamilton par une défaite (64-10) contre l'équipe de Nouvelle-Zélande.

## Palmarès

### En club
- Champion d'Italie : 2005
- Champion d'Angleterre : 2007, 2009, 2010 et 2013
- Coupe d'Angleterre : 2007 et 2012
- Coupe d'Europe : 2014
- Champion de France : 2014 et 2016

### En équipe nationale
Débutant sous le maillot de l'équipe d'Italie en juin 2002 à Hamilton face à la Nouvelle-Zélande, Martín Castrogiovanni compte 118 sélections avec celle-ci, occupant un poste de titulaire lors de 90 de ces matchs. En novembre 2013, avec Sergio Parisse, il rejoint Andrea Lo Cicero et Alessandro Troncon, les deux seuls Italiens à alors compter au moins cent sélections. Il inscrit 60 points, douze essais. Il obtient 30 victoires et concède 87 défaites et 1 nul. 
Il compte 59 selections dans le cadre du Tournoi des Six Nations, inscrivant 25 points, cinq essais. De 2003 à 2016, il participe à au moins une rencontre de chacune des quatorze éditions.
Il participe à quatre éditions de la coupe du monde. Il joue lors de l'édition 2003 où il dispute quatre rencontres, face à la Nouvelle-Zélande, les Tonga, le Canada et le pays de Galles. Quatre ans plus tard, en 2007, il obtient quatre sélections, face à la Nouvelle-Zélande, la Roumanie, le Portugal et l'Écosse. En 2011, il obtient quatre sélections, face à l'Australie, la Russie, les États-Unis où il inscrit un essai et l'Irlande. En 2015, il est titulaire lors de la première rencontre face à la France, puis remplaçant face au Canada. Forfait face à l'Irlande, il doit également déclarer forfait pour le dernier match de poule face à la Roumanie, une tumeur au dos étant décelée avant cette rencontre.
En 2022, il révèle involontairement qu'il n'était pas éligible pour jouer sous les couleurs de l'Italie, n'étant lié à ce pays que par le biais de son arrière-grand-père.

## Personnel
- Élu meilleur joueur du championnat d'Angleterre en 2007[14]
- Élu homme du match lors de la victoire historique de l'équipe d'Italie 20-14 contre l'équipe d'Écosse au Stade Flaminio de Rome lors de la troisième journée du tournoi des six nations 2004
- Martin Castrogiovanni est le cousin éloigné de l'acteur italien Claudio Castrogiovanni. Le père de Martin a un lien de parenté avec le père de Claudio.